# 平壌-開城高速道路
平壌-開城高速道路（ピョンヤン-ケソンこうそくどうろ）は朝鮮民主主義人民共和国平壌市楽浪区域から開城特別市を結ぶ総延長約160kmの高速道路である。1992年4月12日竣工。

## 概要
1989年4月15日（太陽節）までに完成することが目標とされていたが、同年4月14日には、礼成江に掛かる橋が建設中に崩落する事故が発生。多くの死傷者を出した。
その後、完成にこぎつけたが、北朝鮮では一般国民が個人名義で車を持つことが法律で禁止されており、車を持っている国民はほんの一握りのため、この高速道路を通過する車の量は少ない。

## 通過する地域

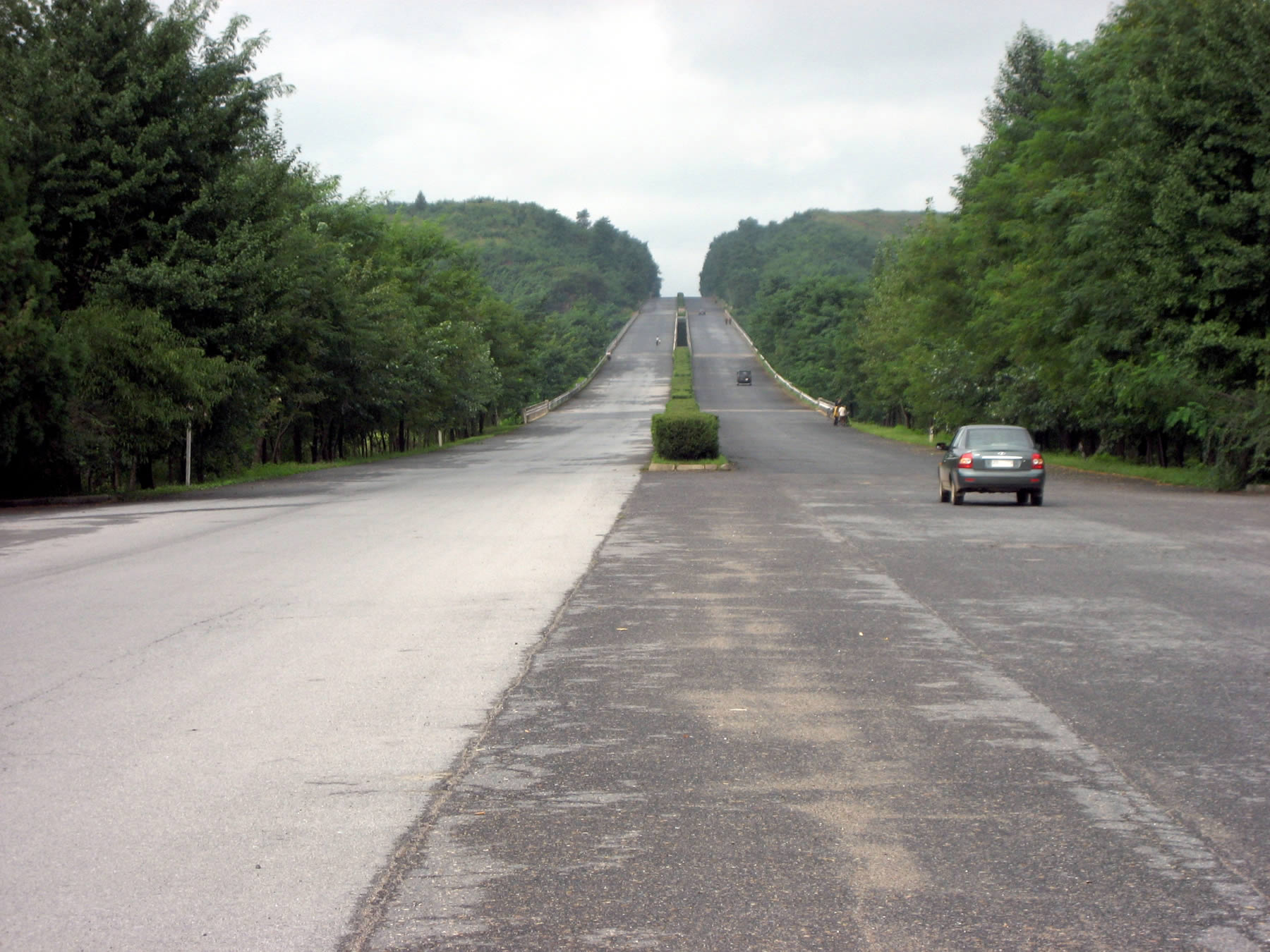
道路の状況

全線にわたって  アジアハイウェイ1号線の一部となっている。
- 平壌直轄市
  - 楽浪区域 - 江南郡
- 黄海北道
  - 中和郡 - 黄州郡 - 松林市 - 黄州郡 - 沙里院市 - 鳳山郡 - 瑞興郡 - 平山郡 - 金川郡
- 開城特別市

## ギャラリー

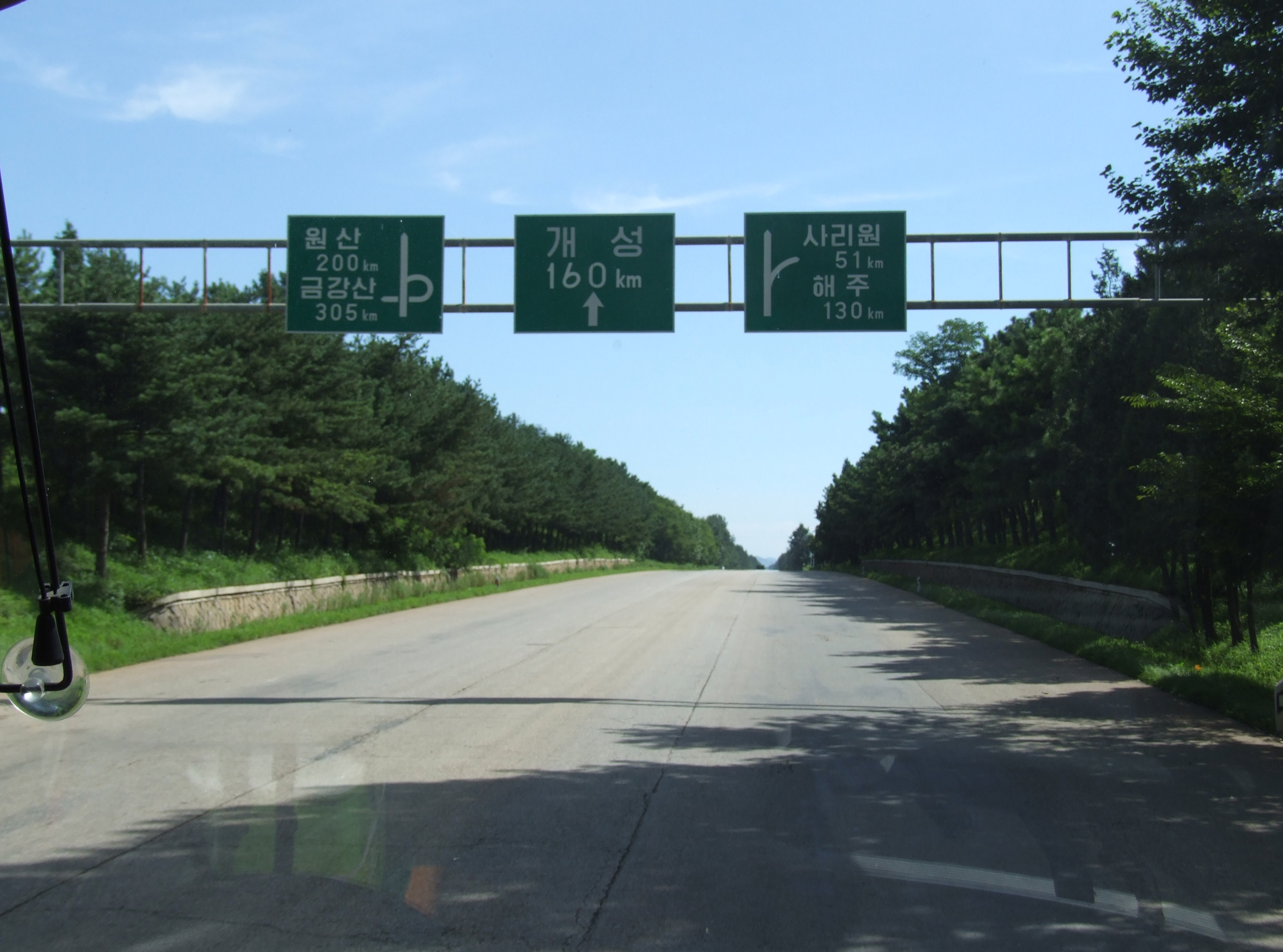
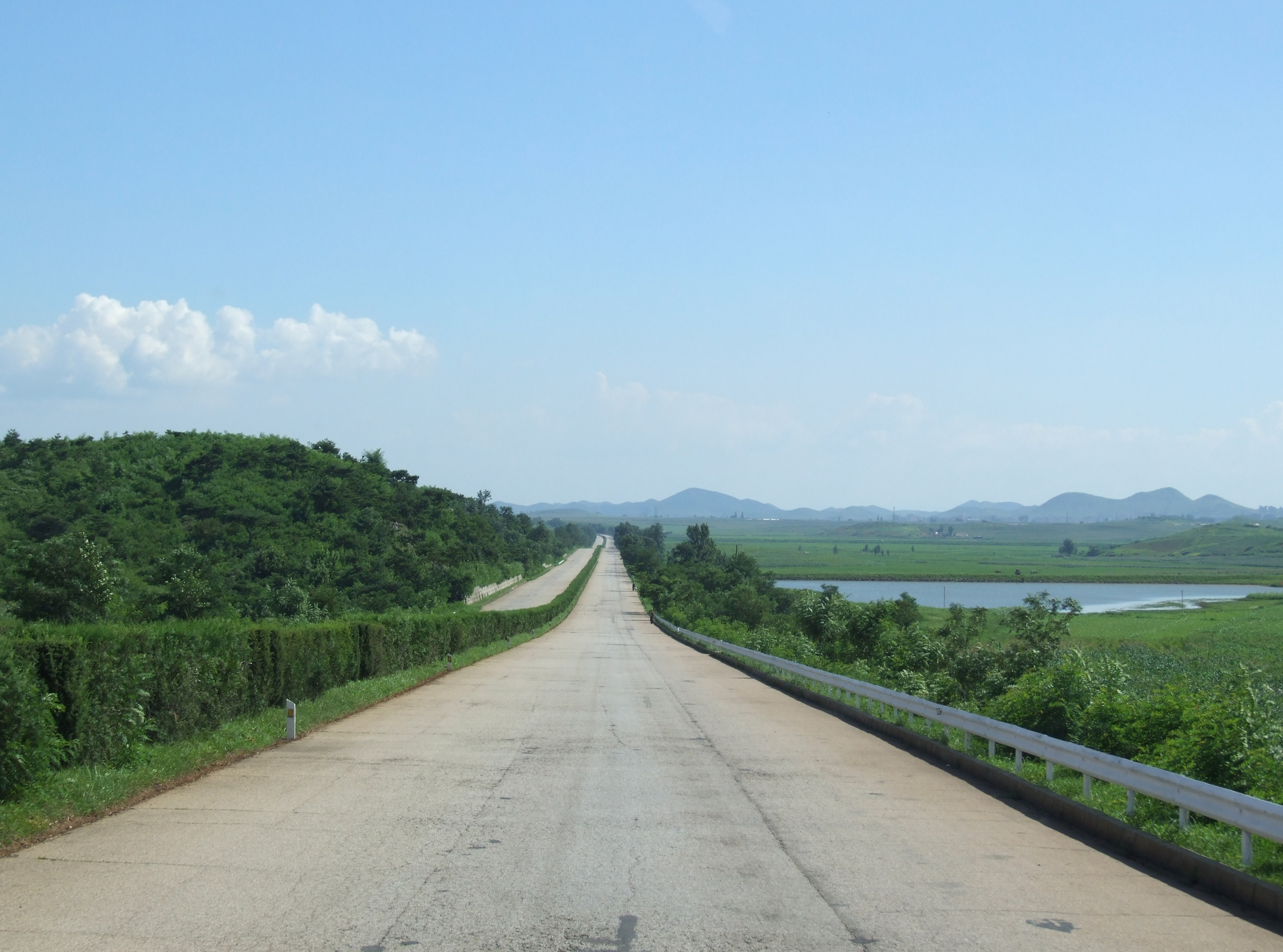
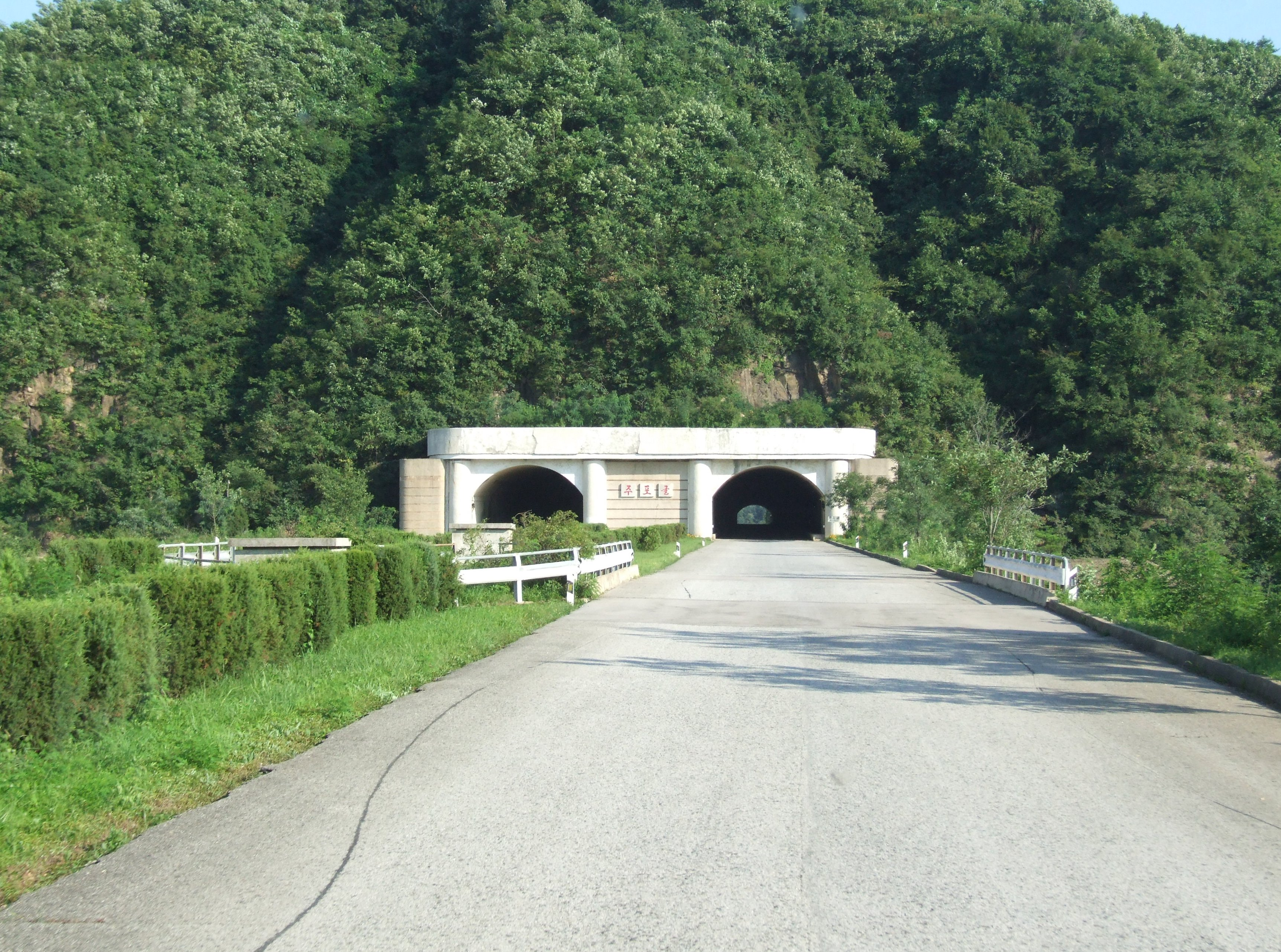
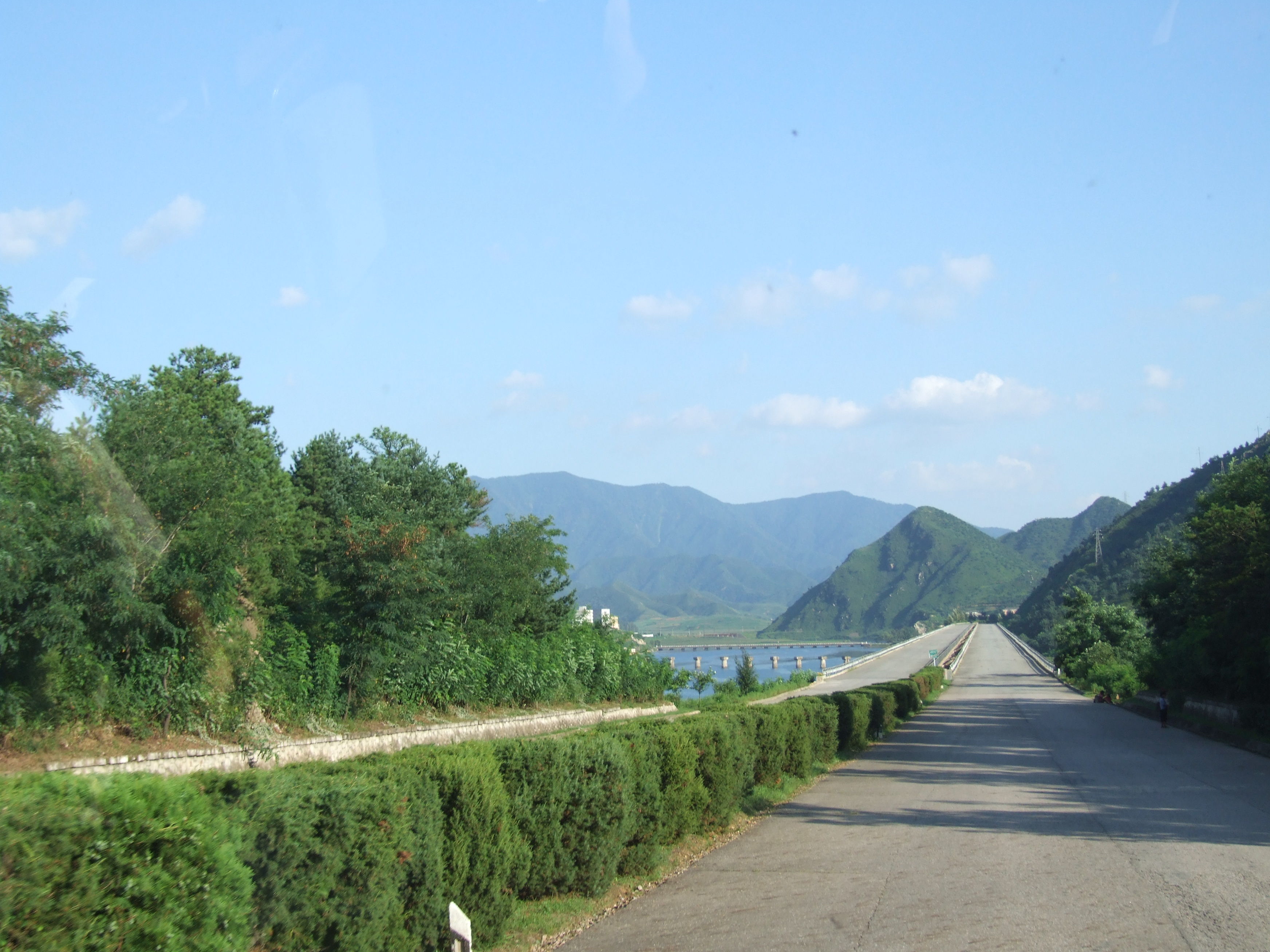
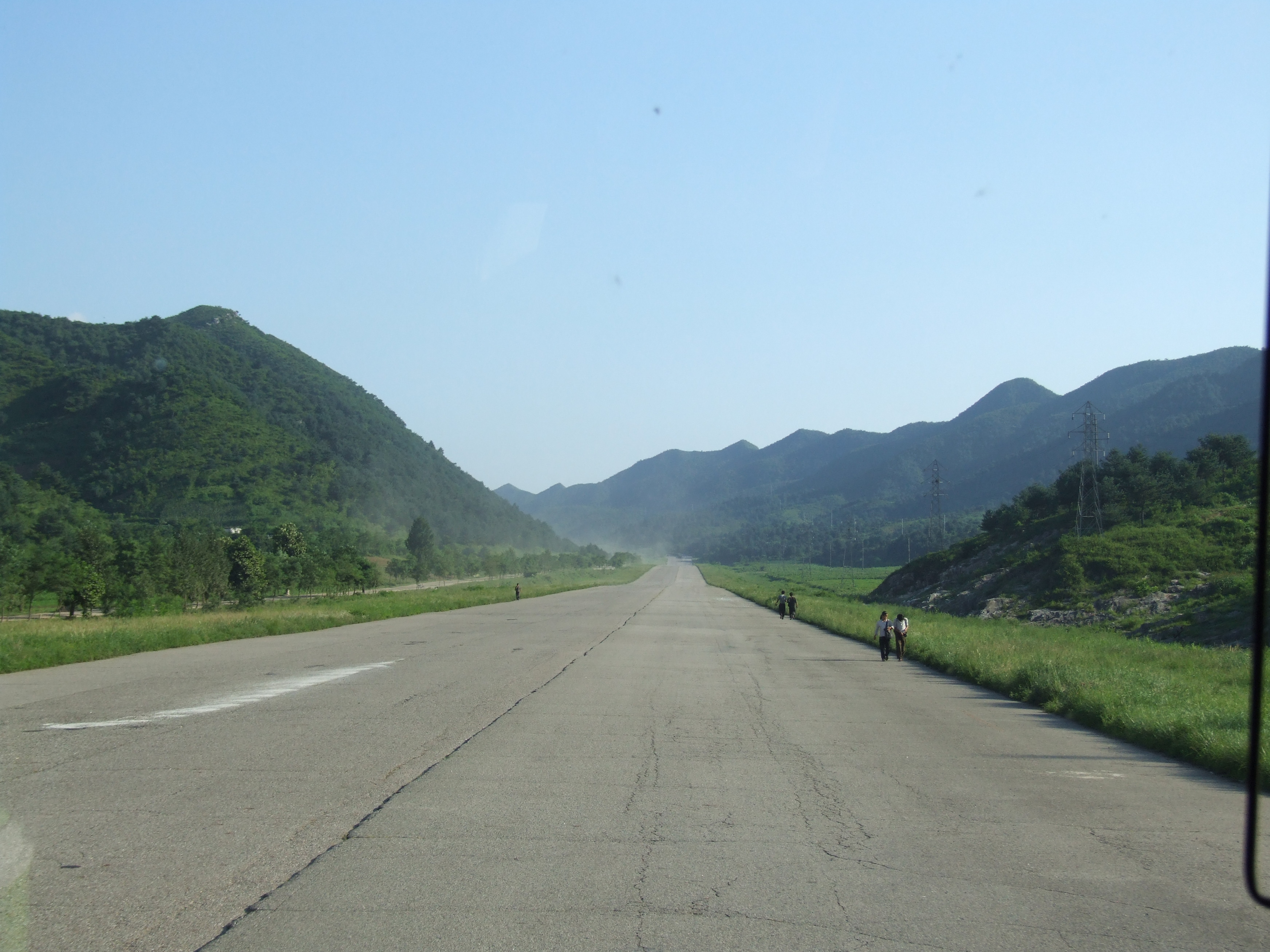
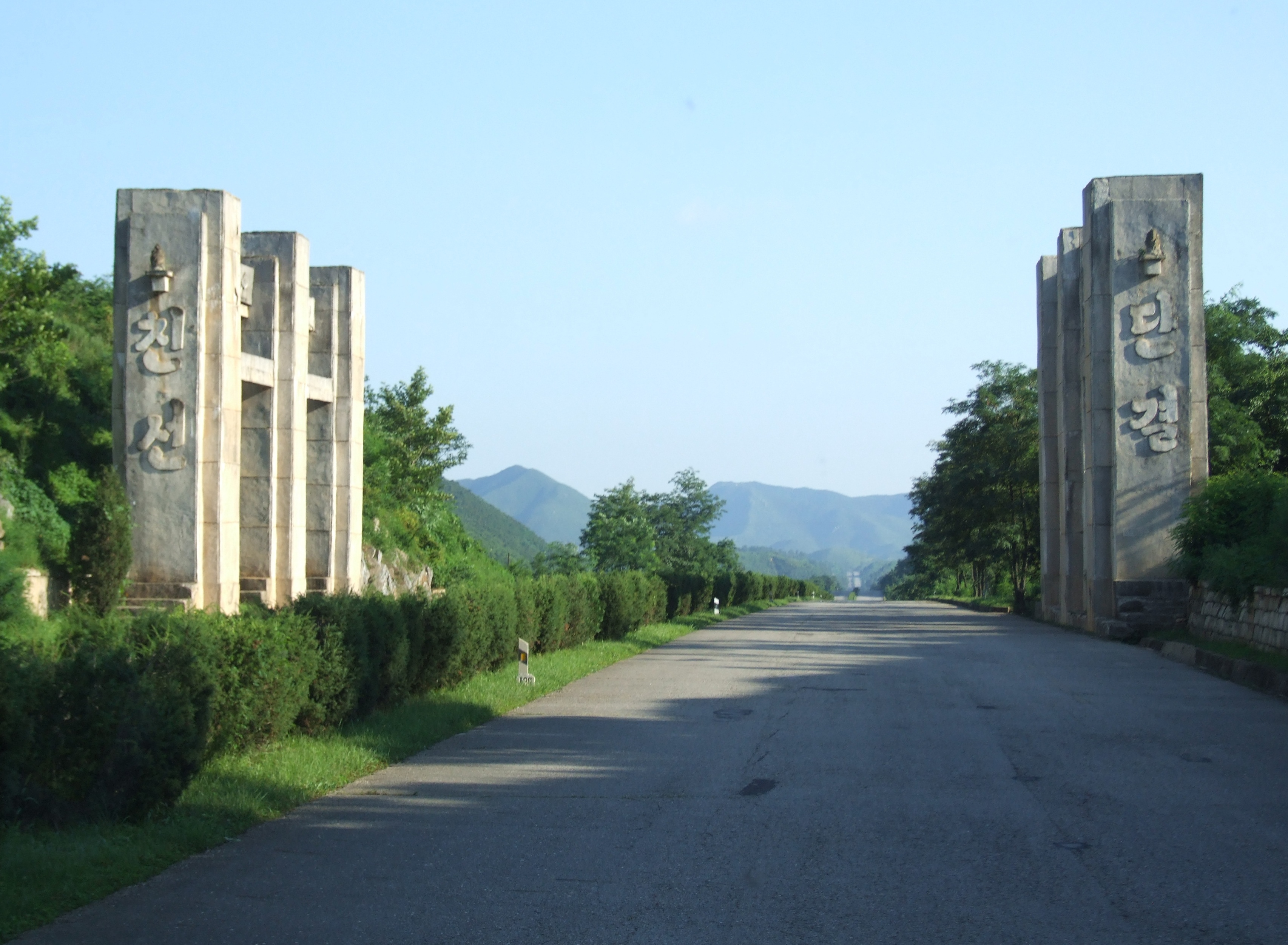
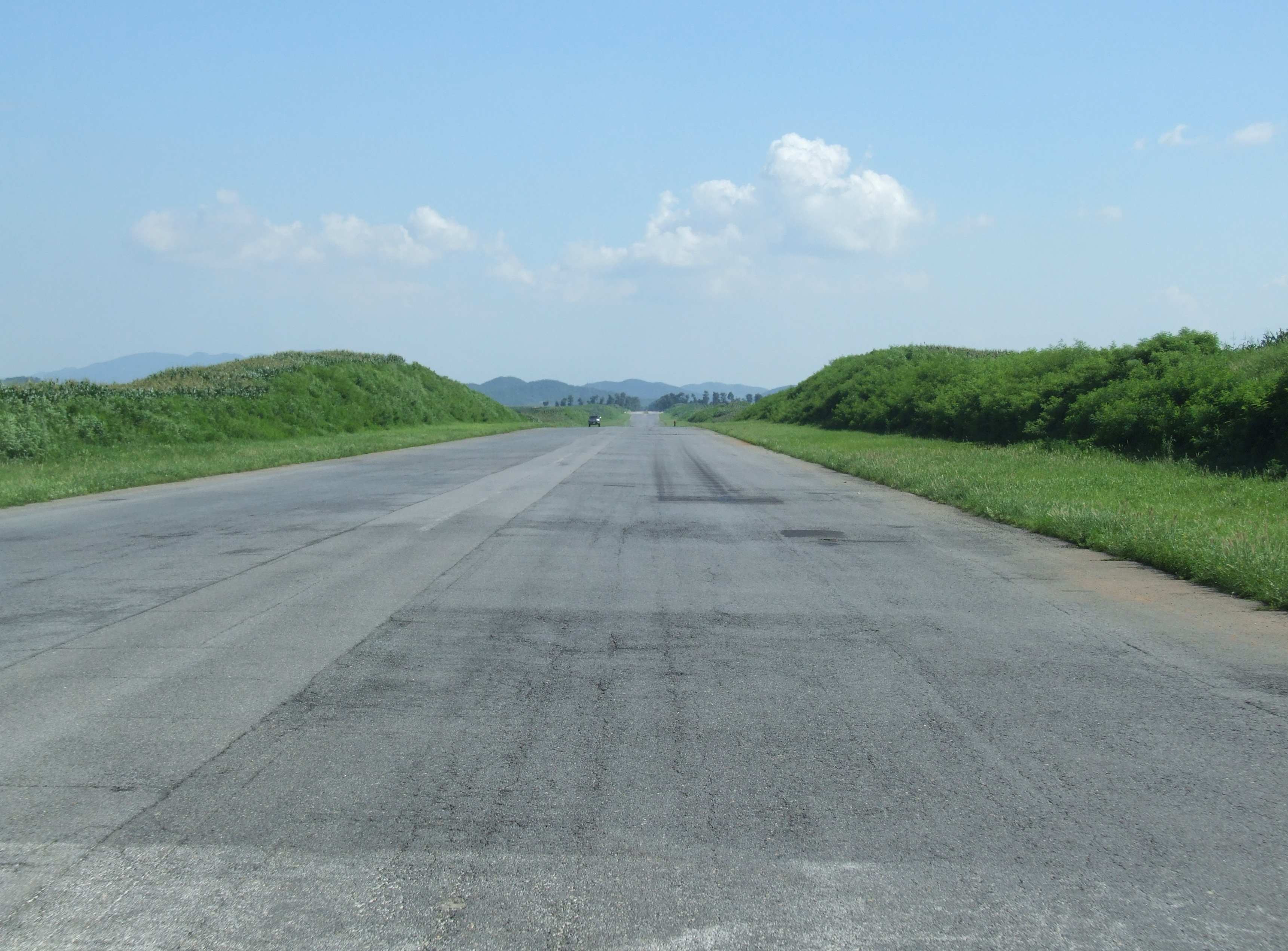
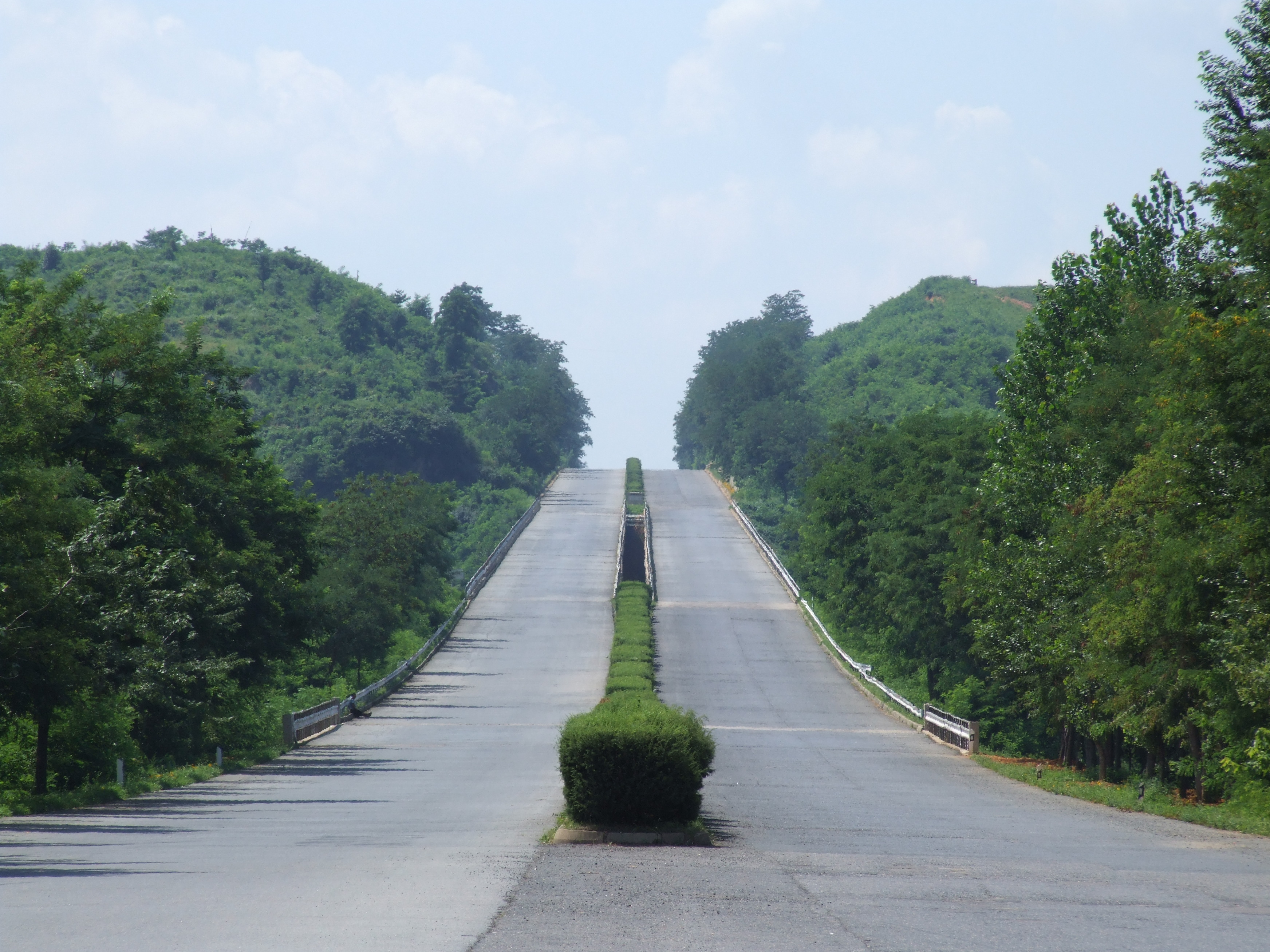